# Télécopieur

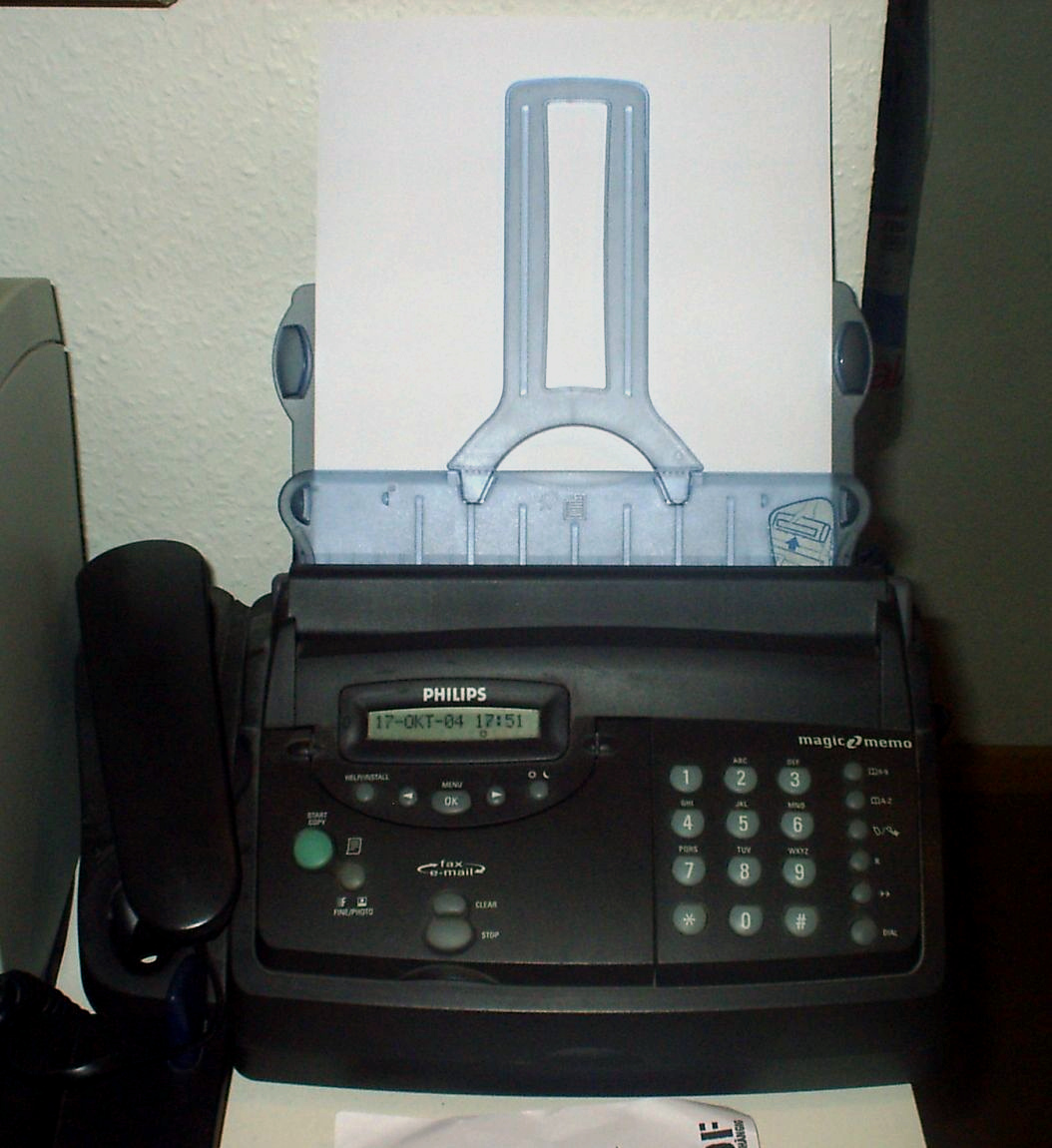
Un télécopieur Philips.

Un télécopieur ou téléfax, plus couramment appelé fax, est un appareil électronique qui convertit l'image de documents en impulsions électriques pour les transmettre à un destinataire au travers d'une ligne téléphonique. À la réception, on utilise un appareil similaire à celui de l’émission pour faire la conversion inverse et imprimer un document identique à l'original.

## Histoire

### Précurseurs
Les tentatives pour transmettre des images et des textes manuscrits sont contemporaines de la construction des premiers réseaux télégraphiques au milieu du XIXe siècle. Dès l'origine, ils exploitent le principe de l'analyse du document ligne par ligne. Les procédés vectoriels sont mis au point à la même époque ;  la téléautographie capte et transmet le mouvement de l'instrument qui dessine ou écrit. Les ouvrages traitent généralement les deux méthodes
L'inventeur écossais Alexander Bain conçoit le principe de la transmission de documents écrits par le réseau télégraphique et effectue les premiers essais en 1842. Il en dépose la demande de brevet le 27 mai 1843. Son procédé utilise, à l'analyse, un stylet mû par un balancier, et à la réception, la décomposition d'un colorant par le courant électrique. Après quelques expériences, il abandonne son invention.
Brackwell présente au public en 1851 un appareil qui transmet une image écrite au vernis isolant sur une feuille d'étain, enroulée sur un cylindre. Le récepteur utilise le même principe que celui de Bain.
Au milieu des années 1850, Giovanni Caselli met au point le pantélégraphe, qui entre en service commercial en 1861. En 1866 4 800 dépêches sont transmises entre Paris et Lyon. Les documents doivent être écrits avec une encre grasse, isolante, sur une mince feuille d'étain. Une pointe, mue par un pendule dont un électro-aimant entretient l'oscillation, effectue l'analyse, ligne par ligne, du document. Une autre pointe, mue par un pendule de même oscillation que celui de l'émetteur, trace le document à l'autre extrémité de la ligne télégraphique. Meyer en France, Bakewell en Angleterre, Thomas Edison en Amérique, fabriquent des variantes du pantélégraphe, qui connaît cependant un échec commercial. En 1870, il est abandonné en France.

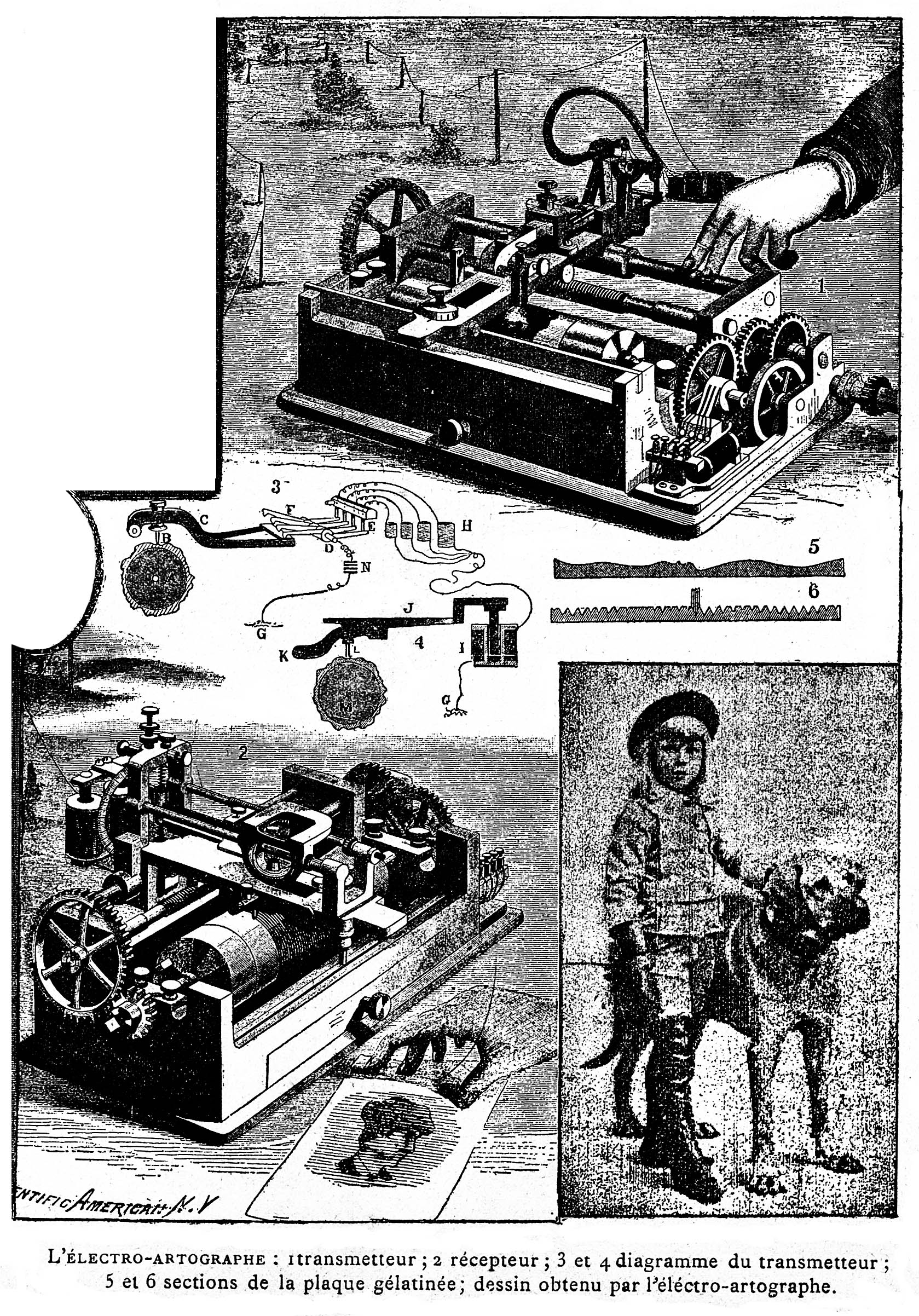
Electro-artograph d’Amstutz (1895)

En 1895, Noah S. Amstutz dépose le brevet de son electro-autograph qui permet la transmission d’images photographiques tirées sur gélatine bichromatée. La gélatine bichromatée insolée est insoluble dans l'eau. Au lavage, il reste une image en relief. On l'enroule sur un cylindre et un palpeur l'analyse. À la réception, un stylet mû par le signal grave dans un papier recouvert de cire sur un cylindre qui doit tourner exactement à la même vitesse que celui de départ. Une fois achevée la transmission, Amstutz traite cette cire par galvanoplastie, et l'image devient imprimable. C'est le premier procédé capable de transmettre des demi-teintes.
Le docteur Arthur Korn, un Allemand, effectue le premier transfert de photographies par le téléphone en 1902. Korn utilise pour l'analyse une cellule photosensible au sélénium, et une pellicule photographique pour la réception. En 1906 L'Illustration publie à Paris la première photographie de presse reçue de Berlin par le procédé Korn-Siemens (Bildtelegrafie (de) « télégraphie d'image »).
À la même époque, Édouard Belin met au point son bélinographe. Il utilise, pour l'analyse, le procédé d'Amstutz, et pour la reproduction, du papier photographique. En 1914, les transmissions rivalisent encore avec l'expédition par chemin de fer à quelques centaines de kilomètres. Après la Première Guerre mondiale, Belin adopte l'analyse par cellule photosensible et met au point un appareil transportable capable de fonctionner sur les lignes téléphoniques ordinaires.

### Les transmetteurs professionnels
L'utilisation des triodes, à partir des années 1920, permet l'amplification du signal électrique et l'amélioration de la transmission, soit par les fils du téléphone, soit par radio. Cette innovation permet d'accélérer l'analyse et la transmission.
Le bélinographe et les appareils similaires restent coûteux. La transmission d'une photographie exige une formation préalable, et la réception implique le développement d'un film ou papier photographique, donc, en pratique, un technicien. Sa diffusion ne dépasse pas les institutions les plus intéressées par la diffusion d'images. La presse dans la première moitié des années 1930, les services météorologiques à partir de 1950, la police, l'armée utilisent des dérivés du bélinographe pour la transmission d'images sur papier.
Les administrations et entreprises de télégraphes et téléphone proposent un service de transmission de document, d'un grand centre à un autre. Des coursiers acheminent les épreuves télécopiées comme les télégrammes. En 1922, la compagnie américaine de télégraphes et téléphone AT&T propose un service de transmission de photographies à l'attention des journaux. La RCA met en place la même année un service de transmission transatlantique par radio. Le ministère des Télécommunications japonais met en place, à la même époque, un système de communication d'images permettant la transmission des caractères ; l'écriture en japonais requiert au moins la centaine de caractères hiragana et katakana, et de préférence la reproduction des milliers de caractères kanji. Ce système s'adresse principalement aux journaux. En 1927, NEC transmet les images du couronnement de l'empereur du Japon et, en 1936, les images des jeux de Berlin[réf. nécessaire].
Le projet de diffuser au grand public par la radio des documents comme des photos ou des bandes dessinées amène, entre 1930 et la Seconde Guerre mondiale, à rechercher les moyens de fabriquer, pour la réception, des appareils plus simples.

### L'essor de la télécopie
À partir des années 1960, des entreprises de matériel de bureau mettent au point un système de transmission de documents qui ne requiert pas le travail d'un technicien. La télécopie se diffuse dans les entreprises et chez les particuliers. Les services commerciaux commencent à se développer. Les appareils souvent connus sous le nom de  fax, du latin fac simile, ensuite officiellement désignés comme télécopieurs, ou téléfax, se répandent au Japon, en Amérique et en Europe.
- 1947 : Alexander Muirhead (en) invente un fax de bureau. Le document à reproduire est placé sur un tambour tournant[17].
- 1964 : Xerox présente la LDX (Long Distance Xerographie (Photocopie à longue distance)), première version du télécopieur de bureau[18].
- 1965 : la firme allemande du Docteur Rudolf Hell (de) produit le premier fax haute vitesse.
- 1965 : invention du papier thermique, adopté pour la plupart des premiers fax.
- 1966 : première norme américaine, qui n'est pas appliquée. Deux machines de constructeurs différents ne peuvent pas communiquer (Brethes 1993, p. 122).
- 1966 : Xerox développe le LDX1 qui pouvait transmettre une page A4 en 4 secondes au moyen de 32 lignes téléphoniques[réf. nécessaire].
- 1968 : l'administration japonaise commence à utiliser le fax pour la communication interne des bureaux (Coopersmith 1997, p. 3)
- 1969 : le premier fax numérique apparaît avec le Wacom Rapidfax 100[19].
- 1971 : premier fax à impression par technologie laser[réf. nécessaire].
- 1972 : Xerox ouvre le marché du fax en Allemagne (TC400)[réf. nécessaire].
- 1974 : Ricoh présente une machine capable de transmettre une page en moins d'une minute (Coopersmith 1997, p. 4).
- 1976 : le CCITT publie les recommandations Groupe 1 et Groupe 2 pour assurer les communications entre machines de fabricants différents.
- 1979 : la Deutsche Bundespost ouvre un service fax Groupe 3[réf. nécessaire].
- 1980 : le CCITT publie les recommandations Groupe 3[20].
- 1984 : le parc de télécopieurs japonais représente la moitié du parc mondial[21].
- 1986 : le CCITT publie les recommandations Groupe 4[22], classe 1.
- 1988 : Allemagne 198 000 lignes fax. Monde 7,5 millions d'utilisateurs[réf. nécessaire].
- 1989 : en France, premières installations de fax G4 sur NUMERIS[réf. nécessaire].
- 1990 : en France, plus de 350 000 fax en service[réf. nécessaire].
- 1991 : en France, plus de 200 000 fax vendus, apparition des premiers fax laser papier normal agréés[réf. nécessaire].
- 1992 : en France, 290 000 fax vendus, parc supérieur à 1 million. Plus de 25 millions de fax en service dans le monde. Développement du marché des fax papier normal (laser et jet d'encre), des PHONEFAX et des fax personnels[réf. nécessaire].
- 1993 :
  - France : 323 000 fax vendus, parc entre 1,2 et 1,5 million[réf. nécessaire].
  - Europe : marché de 2 millions de fax, parc entre 7 et 8 millions[réf. nécessaire]
  - Monde : plus de 32 millions de fax en service. Développement du marché des fax personnels multi-fonctions[réf. nécessaire].
- 1995 : PHONEFAX multi-fonction papier normal (transfert thermique) par SAGEM[réf. nécessaire].

### Évolution et abandon
Dès les années 1990, l'ordinateur personnel relié au réseau téléphonique par un modem ayant le protocole de communication adéquat permet d'envoyer et de recevoir des fax. Les télécopieurs sont de plus en plus remplacés par des « messageries télécopieurs » ou fax par internet, qui envoient et reçoivent les télécopies sous forme de courrier électronique avec une image en pièce jointe, sans obliger à une réception immédiate.
L'utilisation du fax reste répandue en 2016 au Japon, où plus d'un million d'appareils ont été vendus en 2015. La plupart des fabricants y sont basés et 60 % des foyers y étaient équipés d'un appareil en 2012. En 2020, Tokyo reçoit, pendant les premiers mois de l'épidémie de COVID-19, les déclarations par fax, avant d'abandonner à cause d'erreurs dues aux voies multiples de communication. La télécopie reste aussi en usage en Chine[réf. souhaitée].
Ailleurs, les transmissions fax sont abandonnées au profit de la numérisation. Les numéros de fax restent accessibles. La plupart des installateurs télécoms ne rebranchent pas les appareils fax et redirigent les appels fax vers un serveur courriels[réf. souhaitée].

## Technologie

### Principes
La télécopie s'applique à un document préexistant. L'appareil procède à une analyse par échantillonnage, ligne par ligne. Il transmet une information de forme, et non de signification.
Les données passent, soit par une ligne téléphonique, soit par une liaison spécialisée.
Un autre télécopieur, un ordinateur, un téléphone cellulaire, etc. reçoivent le flux de données et le convertissent en images.
Le protocole de communication indique la résolution de l'image et le nombre de teintes par point. Il prévoit la possibilité de basculer la communication entre le mode voix et le mode copie. Il peut authentifier et chiffrer la communication si les correspondants ont échangé des clés de chiffrement au préalable.

### Classification des télécopieurs
Groupe 1télécopieurs analogiques de faible résolution, à peu près inexistant aujourd'hui. Technique de transmission = modulation de fréquence. La transmission d'une page A4 durait en moyenne six minutes, ce qui rendait leur envoi en interurbain très onéreux.
Groupe 2télécopieurs analogiques de faible résolution. Technique de transmission = modulation d'amplitude. Pris en compte par quelques appareils G.3 (tendance forte à l'abandon).
Groupe 3télécopieurs « numériques » sur réseau analogique de bonne résolution (200×196 pts/pouce). Constitue la quasi-totalité du parc mondial actuel.
Groupe 4télécopieurs « numériques » utilisant le réseau RNIS à 64 kbit/s (NUMERIS en France). Qualité photocopie numérique (400×400 points par pouce).
Depuis 1989, les constructeurs ne prennent plus en compte la compatibilité G.2, sauf dans quelques pays.

### Recommandations internationales
Les recommandations de l'Union internationale des télécommunications ont pour objet de permettre la communication des télécopieurs entre eux, quels qu'en soient les fabricants.
Recommandation T4 (1980, 1984, 1988)Normalisation des Télécopieurs du GROUPE 3 pour la transmission de documents.
Recommandation T6 (1984, 1988)Schémas de codage et fonctions de commande de codage de la télécopie pour les télécopieurs de GROUPE 4.
Recommandation T81 (1992)Schémas de codage et fonctions de commande de codage de la télécopie pour les images en niveaux de gris (monochrome ou en couleurs) avec perte d’information (JPEG).
Recommandation T82 (1992)Schémas de codage et fonctions de commande de codage de la télécopie pour les images multi-plans binaires (monochrome ou en couleurs) sans perte d’information (JBIG).
Recommandation T30 du CCITT (1968, 1976, 1980, 1984, 1988, puis en continu)Procédures pour la transmission de documents par télécopie sur le réseau téléphonique public commuté.
Ces Recommandations constituent les normes de codage et décodage d'images pour les télécopieurs du groupe 3 (réseau téléphonique commuté analogique) et du groupe 4 (RNIS). Elles décrivent des algorithmes de compression des données destinés à minimiser le débit des informations binaires transmises en ligne.

### Nombre de couleurs
Les règles de codage de T4 et T6 sont adaptées à l'image matricielle (« raster », bitmap), binaire, noir et blanc, dans lesquelles l'information significative est en noir sur fond blanc. Elles sont optimisées pour l'image de texte et des documents peu denses.
L'excellente reproduction des textes japonais kanji, comparée aux possibilités existant avec les autres moyens de transmission (Télex, Télétex, Informatique…), explique le succès et le développement des moyens de communication fax au Japon.
Pour T81, le codage est adapté à l'image matricielle avec 8 bits par point dans un ou plusieurs plans de couleurs. Il est optimisé pour de la photographie. Ce codage est identique[réf. nécessaire] à celui de la norme ISO 10918-1 (JPEG du Joint Photographic Experts Group).
Pour T82, le codage est adapté aux images « raster » (bitmap), avec plusieurs plans de couleurs et 1 bit par point dans chacun de ces plans. De plus, elle est optimisée pour des textes, aussi bien en caractères latins que « kanji » (japonais), des documents peu denses et des photographies déjà tramées.
Ce codage est identique à celui de la norme ISO 11544 (JBIG pour Joint Bi-level Image Group).

### Analyse des documents
Les télécopieurs doivent analyser les pages ligne par ligne, de gauche à droite et de haut en bas. Le codage « vectoriel » de l'image n'est pas permis.
La résolution en finesse d'analyse, pour les fax groupe 3, est de 8 points/mm horizontal (1 728 points pour 8,5″ = 216 mm) et de 3,85 ou 7,7 lignes/mm (mode normal ou mode fin) verticalement.
Dans chaque ligne, on définit comme une plage un groupe de pixels contigus de même valeur (noir ou blanc). Les lignes commencent par une plage blanche, qui peut être de longueur nulle, et finissent par le code FDL (fin de ligne).
Le protocole de base T30, utilisé pour la transmission, n'offre pas de possibilité de correction des erreurs (sauf en mode ECM). Le code FDL (fin de ligne) évite la propagation de l'erreur au-delà d'une ligne.
Le protocole T30 ne permet pas de régulation de flux. Il garantit un temps minimum de transmission d'une ligne qui tient compte de la vitesse d'impression des plus lents des récepteurs conformes. Ce temps s'obtient par un délai de 0, 5, 10, 20, 40 ms de bourrage ajouté à la ligne.

### Codage des données T4 et T6
MHModified Huffman - codage monodimensionnel qui exploite les redondances horizontales de l'image. 
Chaque plage, noire ou blanche, est codée par un mot dont le nombre de bits est d'autant plus petit que la probabilité d'occurrence d'une plage de cette longueur et de cette nature est grande. Les tables 1 et 2 de T4, établies après de nombreuses statistiques, précisent les divers codes possibles.
MRModified READ - codage bidimensionnel qui exploite les corrélations entre deux lignes adjacentes d'une image.
La 1re ligne est codée selon le principe du codage MH, la ligne suivante est codée par référence à la ligne précédente…
Chaque plage est codée par référence à la plage de la ligne précédente en donnant le décalage horizontal de sa position de début et de fin. Si ce décalage est de moins de 3 pixels, il est codé par un mot approprié (sur 2 bits), sinon on repasse en codage mono-dimensionnel. Ainsi, une ligne blanche suivant une autre ligne blanche est codée en un seul bit à 1. (voir table 3/T4 pour les codes).
Le MR revient en MH (mono-dimensionnel) tous les 0,5 mm pour resynchroniser en cas d'erreur de transmission. Les codes FDL (fin de ligne) indique si la ligne suivante se lit selon un codage  mono ou bi-dimensionnel. La perte en cas d'erreur de transmission est donc de 0,5 mm de document au plus.
Un document A4 de 250 kB. bitmap donne de l'ordre de 16 kB.
MMRle codage T6 utilisé en télécopie groupe 4 et optionnel en groupe 3 est plus performant, car il ne repasse jamais en codage monodirectionnel.
Il implique T30 mode ECM (Fax groupe 3) ou protocole X.25 niveau 2 sur NUMERIS (Fax  groupe 4), ou tout autre protocole error free. Il ne prévoit pas de remplissage de ligne et implique donc un protocole avec régulation de flux (X.25 Niv 2) ou l'emploi d'une mémoire.
Un document A4 de 250 kB. bitmap donne de l'ordre de 10 kB, soit environ 9 secondes par page à 9 600 bit/s.

### Codage des données T81 et T82
JPEGCodage bidimensionnel qui exploite les caractéristiques de perception de l’œil humain : peu de nuances dans les détails et de la nuance dans les plages uniformes.
L’image est décomposée en composantes de couleurs. La résolution de chaque composante peut être différente. Pour chacune des composantes, l’image est découpée en zones de 8×8 points. Chaque matrice (8×8) se voit appliquer une transformation espace / fréquence (FDCT : Forward Discrete Cosinus Transform), puis une quantification non uniforme et enfin un codage entropique (Huffman).
Une image en couleurs peut être comprimée pour passer avec une qualité acceptable de 24 b/pixel à 1 ou 2 b/pixel. Pour une image monochrome, cette même qualité est obtenue en passant de 8 b/pixel à 0,75 b/pixel.
JBIGCodage bidimensionnel qui exploite les corrélations dans les images binaires.
Le codage exploite les corrélations entre les différents niveaux de résolutions auxquels l’image est analysée et avec des motifs (point faible de T4/T6).

### Transmission des informations (T30)
La recommandation T30 définit l'ensemble des procédures de transmission numérique de la télécopie. Il s'agit d'un protocole half duplex, très robuste, utilisable sur des liaisons téléphoniques de qualité variable. Il s'adapte en faisant varier la vitesse et la modulation de la transmission. De même, il s'adapte à des distances très grandes en acceptant des délais jusqu'à 2 sauts de satellite.
Ce protocole définit la succession d'événements se produisant au cours d'une communication et les diverses commandes échangées.
- Échange des numéros de téléphone et des identifiants des stations en présence.
- Définition des rôles (émission, réception ou relève).
- Négociation des capacités et caractéristiques de transmission.
- Évaluation de la qualité de la ligne et choix d'un débit de transmission convenable.
- Émission de chaque page, contrôle de qualité par le récepteur et acquittement.
- Renégociation éventuelle de vitesse, mode ou format entre chaque page.
- Protocole de rejet et répétition sélective des trames erronées en procédure optionnelle de correction d'erreur (ECM).

Bien que ne répondant pas exactement au découpage en couches du modèle OSI, il couvre les principales fonctionnalités des couches 2 à 5.
Couche 2pas de mécanisme de répétition en cas d'erreur de transmission des pages du document (sauf mode ECM).
- Pas de régulation de flux entre les terminaux.
- Tramage HDLC pour la signalisation et le mode ECM.

Couche 3sans réel objet, puisque protocole de bout en bout entre deux terminaux.
Couches 4 et 5T30 incorpore tous les mécanismes de négociation de bout en bout d'une couche SESSION, soit :
- Négociation des paramètres usager applicatifs : résolution, largeur, longueur des pages, types de codage, bourrage…
- Négociation des paramètres de session : vitesses et modulations, type de handshake, mode ECM, taille des trames…
- Découpage en différentes activités : Négociations de début de communication, transmission des pages du document, négociations interpages, inversion du sens de transmission, fin de communication.

On peut considérer que T4 couvre les couches 6 et 7 du modèle OSI.
Pour les détails, voir les Recommandations T4,T6 et T30 du CCITT.
LIVRE BLEU TOME VII - Fascicule VII.3, notamment pour T30 :
- figures 1,6,7,8 et 9/T30,
- § 5.2 schéma des opérations et tableau 2/T30,
- ANNEXE A pour l'ECM,
- ANNEXE U pour les exemples.

Prise en compte de la couleur.

## Valeur juridique de la télécopie

### En France
Sur le principe, elle est admise comme élément de preuve, parmi d'autres, chaque fois qu'aucun formalisme particulier n'est exigé par la loi et lorsque les personnes en cause bénéficient de la liberté d'apporter la preuve de leurs échanges par tous les moyens.
C'est le cas lorsqu'il s'agit d'échanges commerciaux dont la valeur est inférieure à 750 euros, ou si les parties sont convenues de recourir à ce moyen d'échange d'informations. Ce n'est absolument plus le cas lorsque le droit impose un certain formalisme juridique : procès-verbaux d'assemblée, documents comptables, documents officiels, contrats…
Par ailleurs, si le Code Civil admet dans certains cas la possibilité de produire une simple « copie » de l'original, il exige que celle-ci soit « non seulement fidèle, mais aussi durable ». Sera réputée durable « toute reproduction indélébile de l'original qui entraîne une modification irréversible du support » (Article 1348 du Code civil)[réf. souhaitée]. La précarité de l'impression thermique constitue donc en soi un obstacle à l'admission de la preuve par télécopie. Ceci est moins évident avec les techniques d'impression sur papier normal (laser ou jet d'encre).
Tant que les terminaux eux-mêmes établiront les certificats d'émission et de réception, sans certification par un central extérieur « tiers », la télécopie n'aura pas la force probatoire du télex.